# 帕里塔湾

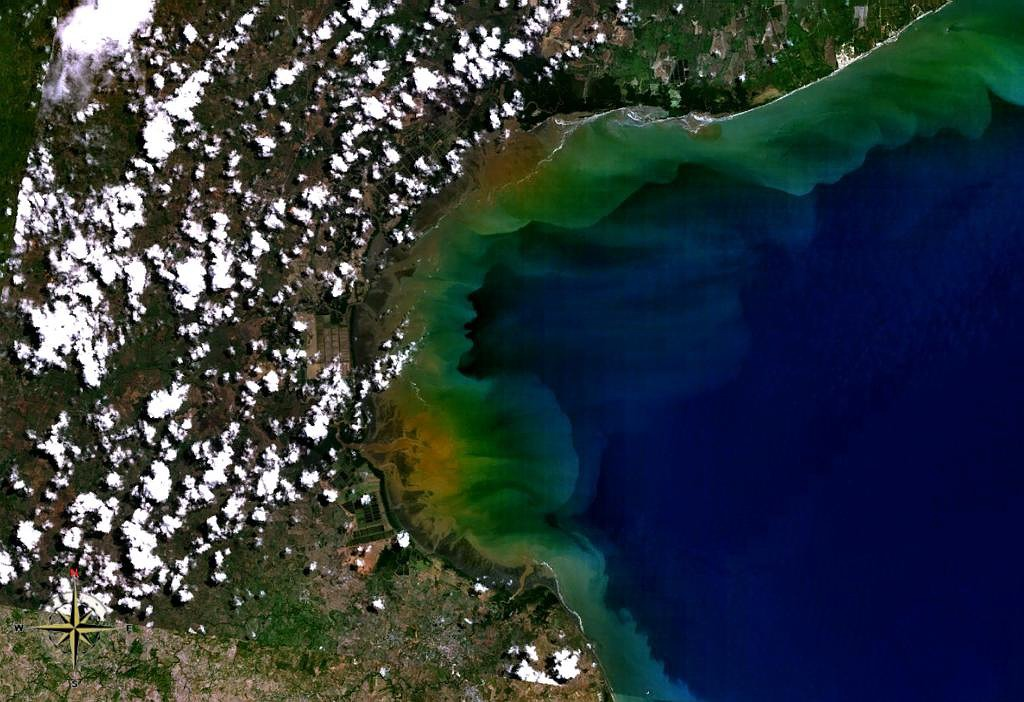
帕里塔湾的卫星照片

8°06′N 80°24′W / 8.1°N 80.4°W
帕里塔湾（西班牙語： 或 ）是巴拿马湾西侧的一个小湾，位于巴拿马埃雷拉省沿岸。沿岸有城市阿瓜杜尔塞。巴拿马的格兰德河注入此湾。